# Мак-Кон (округ)
Округ Мак-Кон (англ. McCone County) располагается в штате Монтана, США. Официально образован в 1919 году. По состоянию на 2010 год, численность населения составляла 1734 человек.

## География
По данным Бюро переписи США, общая площадь округа Мак-Кон равняется 6 948,977 км², из которых 6845,377 км² приходится на сушу и 103,6 км² или 1,5 % территории приходится на водную поверхность.

## Климат
Согласно системе классификации климатов Кёппена, в округе Мак-Кон преимущественно полузасушливый климат, на климатических картах сокращённо обозначаемый аббревиатурой «BSk».

## Население
По данным переписи населения 2000 года в округе проживает 1 977 жителей в составе 810 домашних хозяйств и 596 семей. Плотность населения составляет менее 1,00-го человека на км2. На территории округа насчитывается 1 087 жилых строений, при плотности застройки менее 1,00-го строения на км2. Расовый состав населения: белые — 96,97 %, афроамериканцы — 0,30 %, коренные американцы (индейцы) — 1,06 %, азиаты — 0,30 %, гавайцы — 0,00 %, представители других рас — 1,37 %, представители двух или более рас — 1,37 %. Испаноязычные составляли 0,96 % населения независимо от расы.
В составе 30,20 % из общего числа домашних хозяйств проживают дети в возрасте до 18 лет, 66,90 % домашних хозяйств представляют собой супружеские пары проживающие вместе, 3,80 % домашних хозяйств представляют собой одиноких женщин без супруга, 26,30 % домашних хозяйств не имеют отношения к семьям, 24,60 % домашних хозяйств состоят из одного человека, 11,40 % домашних хозяйств состоят из престарелых (65 лет и старше), проживающих в одиночестве. Средний размер домашнего хозяйства составляет 2,44 человека, и средний размер семьи 2,89 человека.
Возрастной состав округа: 24,80 % моложе 18 лет, 5,40 % от 18 до 24, 24,30 % от 25 до 44, 26,50 % от 45 до 64 и 26,50 % от 65 и старше. Средний возраст жителя округа 42 лет. На каждые 100 женщин приходится 99,70 мужчин. На каждые 100 женщин старше 18 лет приходится 103,30 мужчин.
Средний доход на домохозяйство в округе составлял 29 718 USD, на семью — 35 887 USD. Среднестатистический заработок мужчины был 22 768 USD против 15 368 USD для женщины. Доход на душу населения составлял 15 162 USD. Около 14,10 % семей и 16,80 % общего населения находились ниже черты бедности, в том числе — 19,40 % молодежи (тех, кому ещё не исполнилось 18 лет) и 11,20 % тех, кому было уже больше 65 лет.